# شاتسك (روسيا)
شاتسك، روسيا (بالروسية: Шацк) هي إحدى مدن روسيا في الكيان الفدرالي الروسي ريازان أوبلاست.